# 青田石

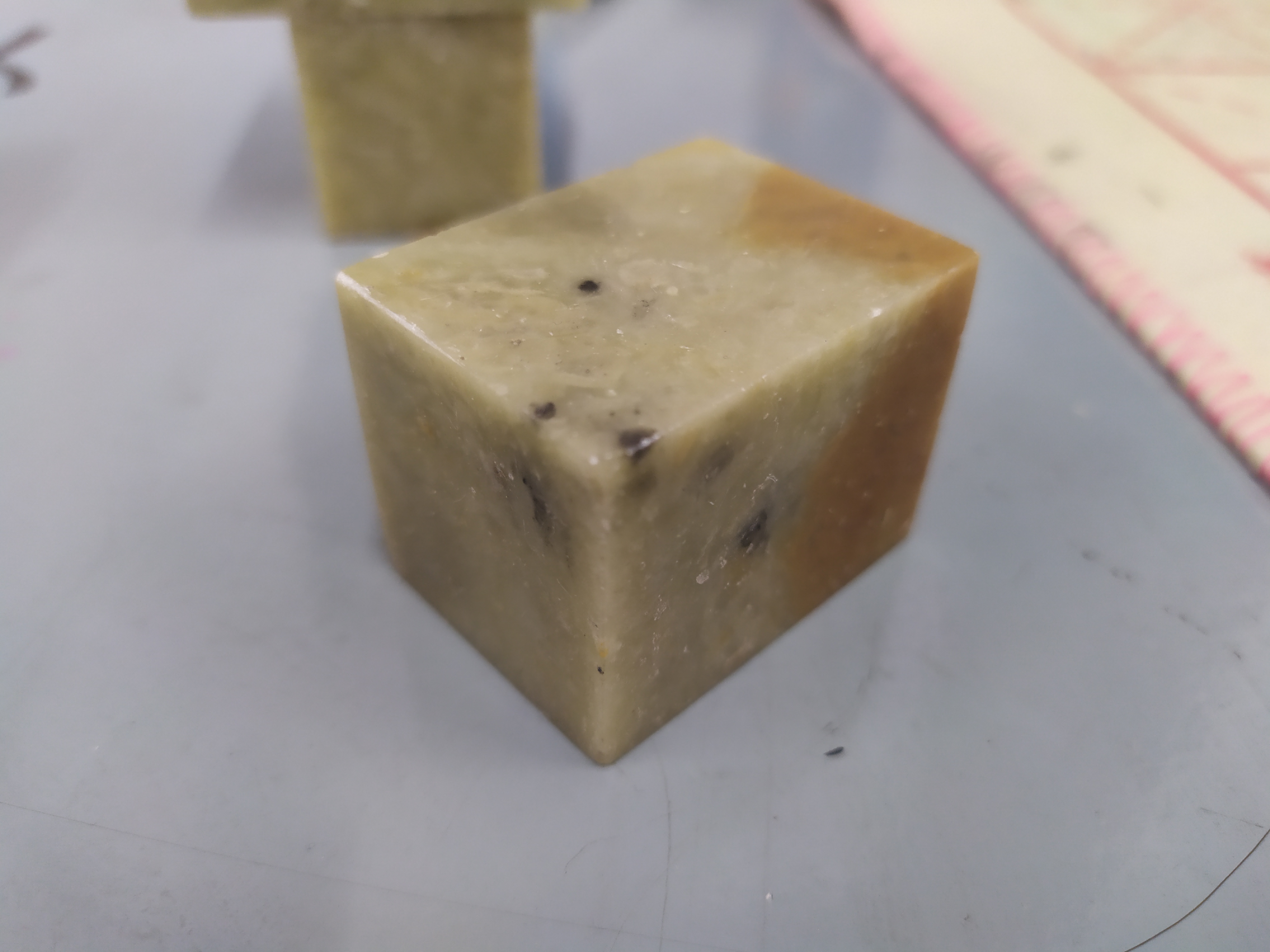
一块篆刻用的廉价青田石

青田石产自浙江省青田县县城东南的山口，图书山（鹤山），方山，岩垄，白垟，封门山一带，纹理细腻温润，是雕刻，篆刻的理想材料。青田石的主要组成矿物也为叶蜡石。青田石有黄、白、青、绿、灰等颜色，以石质细腻透明为上品，即所谓冻。

## 分类

### 产地
青田石按照产地划分可分为封门石、旦洪石、尧士石、白垟石、老鼠坪石、塘古石、周村石、山炮石、北山石、方山石、季山石、岭头石和武池石等（有的分类方法将前五者统归为山口石）。青田石的主要品种包括：
- 灯光冻，又称作灯明石、灯光石，颜色微黄，纯洁，半透明状，坚硬细致，是青田石中的极品，价格堪比黄金。灯光冻与寿山田黄石，昌化鸡血石并称印石三宝。
- 鱼脑冻，青白色，半透明
- 田白，由称作白青田，纯白色
- 田黑，又称作墨田，纯黑色
- 酱油冻，又称作牛角冻，颜色褐黄或深黄带灰色
- 松皮冻，又称作松花冻，含红、黄、黑色斑纹
- 白果冻，又称作白果青田绿色带微黄
- 薄荷冻，又称作梅根，绿色带青灰
- 紫檀冻，又称作紫青田，产自季山（季井岭），紫色带微黄，半透明
- 封门青，又称作风门青，产自封门山（风门山），青色，半透明
- 封门蓝，又称作风门蓝，产自封门山（风门山），含蓝钉、蓝带
- 周青冻，又称作竹叶青、竹叶冻，产自季山（季井岭）周村，颜色青，有黄斑和红纹
- 武池石，红色如朱砂，白色如蜡，质软腻
- 官红石，颜色绛红，有花斑。
- 何幽石，颜色如猪肝。
- 渡船头石，
- 牛墩洞石，
- 夹板冻，产自夹板屿。有黑、青、黄色，与灯光冻相似，但不透明
- 老鼠坪石，没有砂钉，不透明，只有小型石料
- 腊石，显色如腊肉骨

### 颜色
按颜色可分为青色、黄色、红色、蓝色、白色、黑色、绿色、紫色、褐色、棕色和花色等。青田石以青色为主。

### 矿物组成可分
按矿物组成可分为叶蜡石型、地开石型、伊利石型和绢云母型。其中叶蜡石型可进一步分为纯叶蜡石型、高铁叶蜡石型、高铝叶蜡石型和高硅叶蜡石型。
依据朱选民2010年研究表明，纯叶蜡石型青田石以“灯光冻”、“封门青”、“黄金耀”品种为代表；高铁叶蜡石型以“朱砂”、“封门黑”品种为代表；高铝叶蜡石型以“蓝钉”、“蓝星”品种为代表；高硅叶蜡石型以“封门雨花”、“千丝纹”、“红花青田”品种为代表；地开石型青田石以“冰花灯光冻”、“北山晶”品种为代表；伊利石型青田石以“竹叶青”、部分“龙蛋石”、“黄果”品种为代表；绢云母型青田石以“山炮绿”品种为代表。部分青田石品种有脆裂现象，特别是在水性切磨、抛光或太阳暴晒后，极易出现裂纹。研究表明，叶蜡石与伊利石的热膨胀系数不同，叶蜡石受热几乎不膨胀，而伊利石受热膨胀性显著，导致两者受热后产生应力差，这应是引起青田石脆裂的直接原因。因此，出现脆裂现象的青田石品种中一般含有伊利石和叶蜡石两种矿物成分。青田石基质中出现特征的蓝点、蓝斑、紫罗兰点、肉红点为含有蓝线石、刚玉和红柱石等矿物所导致。